# Trachelospermum asiaticum
Espèce
Classification phylogénétique

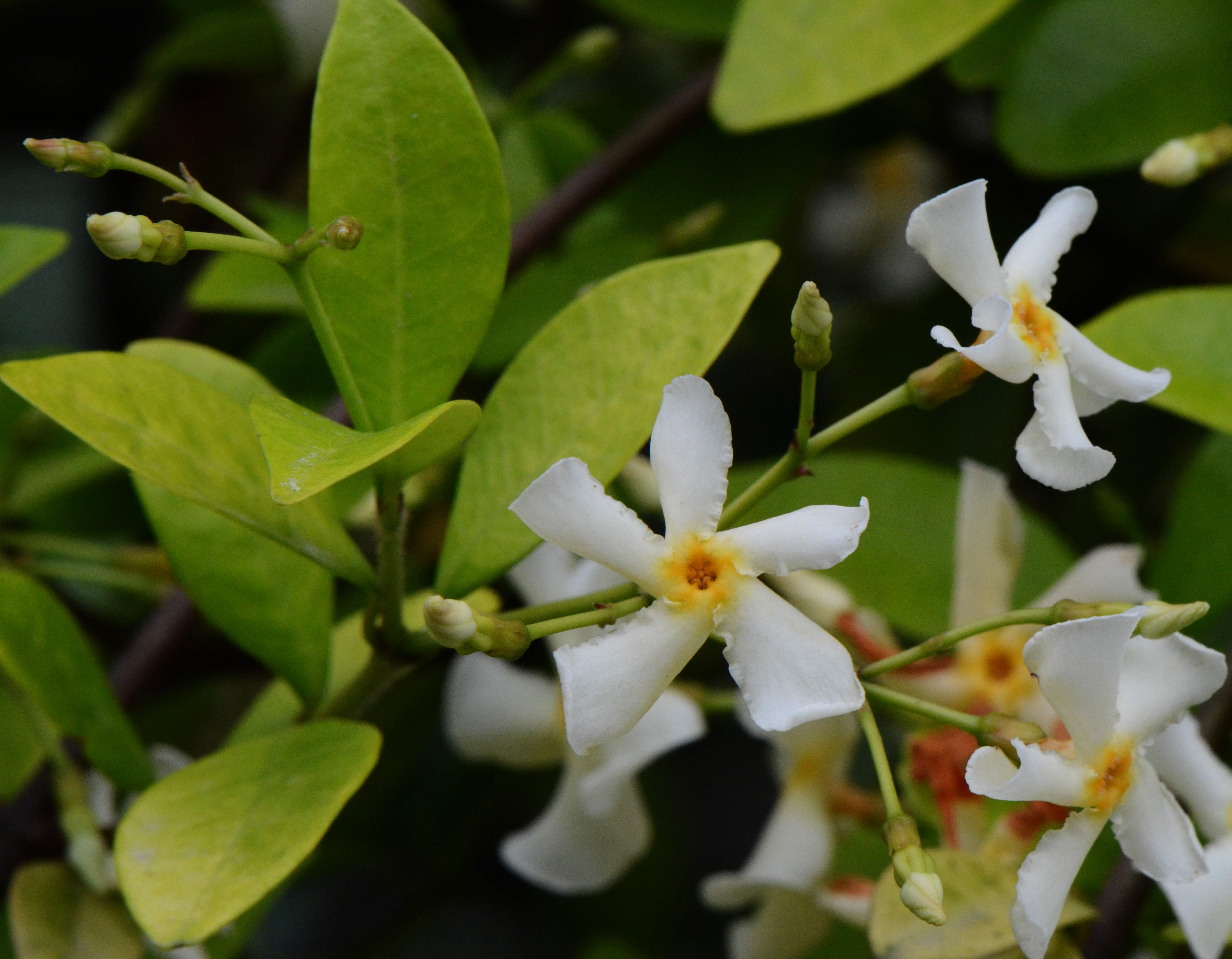
Trachelospermum asiaticum.

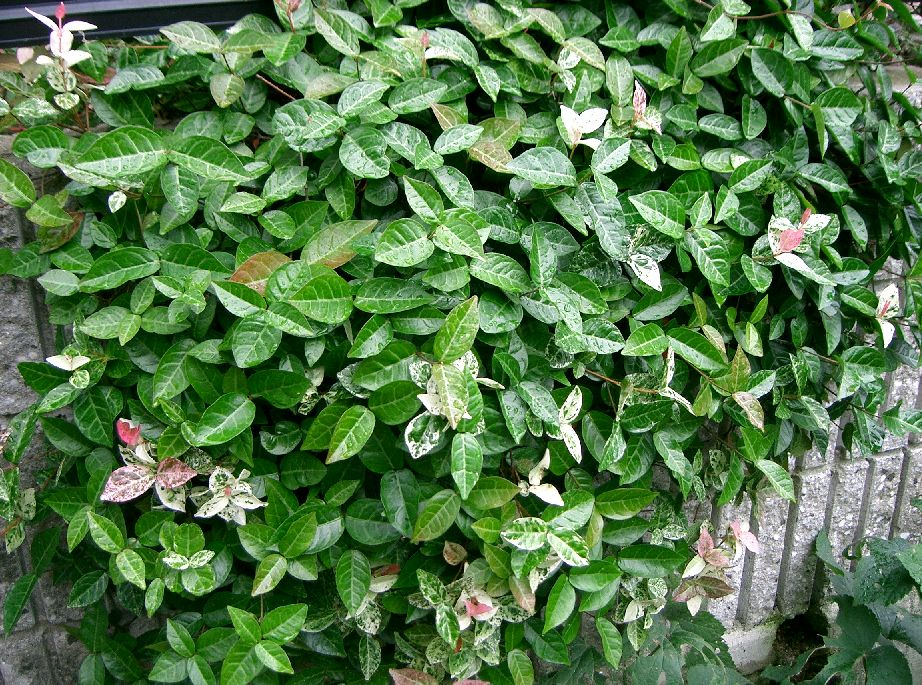
Trachelospermum asiaticum ‘Hatuyukikazura’.

Trachelospermum asiaticum est une espèce de plante à fleurs de la famille des Apocynaceae, originaire d'Asie. Il est parfois appelé jasmin étoilé jaune ou faux jasmin jaune. Cette liane est cultivée dans les jardins des régions méditerranéennes ou océaniques.

## Étymologie et histoire
Étymologie : Trachelospermum est composé des étymons grecs tráchēlos τράχηλος « cou », et spérma σπέρμα « semence, graine », allusion à la forme des graines, allongées-rétrécies au sommet et terminées par une aigrette. L'épithète spécifique asiaticum indique « d'Asie ».
Il a été décrit une première fois par Siebold et Zuccarini, en 1846. Le médecin et naturaliste bavarois Siebold, put mettre un pied au Japon entre 1823 et 1829, à une époque où la Chine et le Japon étaient fermés aux Occidentaux, hormis l'île de Deshima, près de Nagasaki. De retour en Allemagne avec ses collections, il se fit assister par Zuccarini, professeur de botanique à l'université de Munich pour le décrire sous le nom de Malouetia asiatica (1846).
Takenoshin Nakai le reclassa dans les Trachelospermum en 1922.

## Description
Trachelospermum asiaticum est une liane ligneuse, dont les tiges peuvent atteindre 10 mètres. Elles exsudent un latex blanc laiteux.
Les feuilles simples et opposées, persistantes, portées par un pétiole de 2-10 mm, ont un limbe elliptique, étroitement ovales, de 2-10 x 1-5 cm, membraneuse. Les feuilles vert brillant prennent une teinte brun-orangé tachée de rougeâtre durant l'hiver.
Les fleurs blanches ou crème ont un cœur jaune et exhalent un parfum de jasmin. Elles sont rassemblées en cymes terminales ou axillaires. Les 5 sépales sont accolées au tube de la corolle et portent 10 glandes basales. La corolle hypocratériforme est constituée d'un tube de 6-10 mm de long, avec une gorge dilatée, et 5 lobes obovales, aussi long que le tube. Les 5 étamines sont insérées dans la gorge du tube de la corolle. Les anthères sont exserts (font saillie à l'extérieur du tube, à la différence de T. jasminoides). L'ovaire glabre est formé de 2 carpelles, d'un style et comporte à sa base 5 glandes.
La floraison a lieu d'avril à juillet.
Le fruit est constitué de deux follicules linéaires, de 10-30 x 0,3-0,5 cm. Les graines sont oblongues avec à une extrémité une aigrette de 3,5 cm.

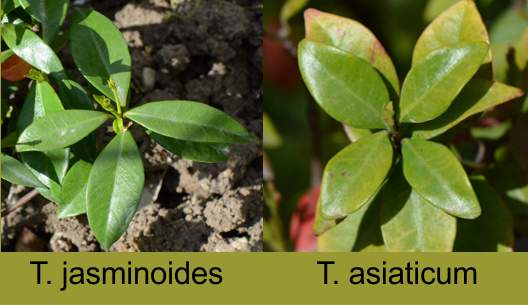
Comparaison de T. jasminoides et T. asiaticum (spécimens du Jardin des Plantes de Paris)

## Synonymes
D'après GRIN, les synonymes sont :
- Malouetia asiatica Siebold & Zuccarini, Abh. Math. Phys. Cl. Königl. Bayer. Akad. Wiss. 4: 163. 1846 (basionyme)
- Trachelospermum asiaticum var. oblanceolatum Nakai

## Distribution
Trachelospermum asiaticum est originaire de Chine, Inde, Japon, Corée, Indo-Chine et Malaisie.
Il croît dans les forêts de montagne et les broussailles, souvent fixé aux arbres.

## Culture
Assez proche du faux jasmin Trachelospermum jasminoides, T. asiaticum produit des fleurs de couleur blanc (ou crème) au cœur jaune un peu plus petites. Il possède une croissance plus rapide les premières années et il est un peu plus rustique.
Trachelospermum asiaticum fournit une liane ornementale, à faire grimper sur un treillis le long d'un mur, en exposition mi-ombre ou ensoleillée, et donnant une floraison très parfumée.
Il peut résister à des gels brefs de −15 °C. Il se cultive en bac ou en pleine terre dans les climats doux.
Il possède de nombreux hybrides.

## Composition chimique
De nombreux flavonoïdes ont été extraits des feuilles de Trachelospermum asiaticum var. intermedium : apigenine 7-Oglucoside, lutéoline 7-O-glucoside, lutéoline 4-O-glucoside, rhoifoline, lonicérine, kaempférol 3-O-rhamnoside, quercitrin, et des composés phénoliques comme : lignane (tracheloside), acide chlorogénique.
Des triterpènes de type oléanolique ont aussi été détectés : l’acide 2α,3β,19α,23,24-pentahydroxyoléan-12-èn-28-oïque ou trachélospérogénine E.
La plante est utilisée en Corée, en médecine traditionnelle, pour traiter les rhumatisme, les abcès et les ulcères.
Toute la plante est toxique.

## Confusion possible
avec Trachelospermum jasminoides